# Коритно (Брежице)
Коритно (словен. Koritno) — поселення в общині Брежиці, Споднєпосавський регіон, Словенія. Висота над рівнем моря: 330,8 м.